# Richmondshire
Il Richmondshire è un distretto del North Yorkshire, Inghilterra, Regno Unito, con sede a Richmond.
Il distretto fu creato con il Local Government Act 1972, il 1º aprile 1974 dalla fusione del borough di Richmond con il distretto rurale di Aysgarth, il distretto rurale di Leyburn, il distretto rurale di Reeth, il distretto rurale di Richmond e parte del distretto rurale di Croft.

## Parrocchie civili
- Akebar
- Aldbrough
- Appleton East and West
- Arkengarthdale
- Arrathorne
- Aske
- Askrigg
- Aysgarth
- Bainbridge
- Barden
- Barton
- Bellerby
- Bishopdale
- Bolton-on-Swale
- Brompton-on-Swale
- Brough with St. Giles
- Burton-cum-Walden
- Caldbergh with East Scrafton
- Caldwell
- Carlton Highdale
- Carlton Town
- Carperby-cum-Thoresby
- Castle Bolton with East and West Bolton
- Catterick
- Cleasby
- Cliffe
- Colburn
- Constable Burton
- Coverham with Agglethorpe
- Croft-on-Tees
- Dalton
- Dalton-on-Tees
- Downholme
- Easby
- East Hauxwell
- East Layton
- East Witton
- Ellerton Abbey
- Ellerton-on-Swale
- Eppleby
- Eryholme
- Finghall
- Forcett and Carkin
- Garriston
- Gayles
- Gilling with Hartforth and Sedbury
- Grinton
- Harmby
- Hawes
- High Abbotside
- Hipswell
- Hornby (Richmondshire)
- Hudswell
- Hunton
- Hutton Hang
- Kirby Hill (Richmondshire)
- Leyburn
- Low Abbotside
- Manfield
- Marrick
- Marske
- Melbecks
- Melmerby
- Melsonby
- Middleham
- Middleton Tyas
- Moulton
- Muker
- Newbiggin
- New Forest
- Newsham
- Newton-le-Willows
- Newton Morrell
- North Cowton
- Patrick Brompton
- Preston-under-Scar
- Ravensworth
- Redmire
- Reeth, Fremington and Healaugh
- Richmond
- St Martin's
- Scorton
- Scotton (Richmondshire)
- Skeeby
- Spennithorne
- Stainton
- Stanwick St John
- Stapleton
- Thoralby
- Thornton Rust
- Thornton Steward
- Tunstall
- Uckerby
- Walburn
- Wensley
- West Hauxwell
- West Layton
- West Scrafton
- West Witton
- Whashton